# Покривник узлісний
Покривни́к узлісний (Sipia berlepschi) — вид горобцеподібних птахів родини сорокушових (Thamnophilidae). Мешкає в Колумбії і Еквадорі. Вид названий на честь німецького орнітолога Ганса фон Берлепша.

## Опис
Довжина птаха становить 13,5 см, вага 26 г. Хвіст коротший, ніж у споріднених видів, а дзьоб дещо довший. Самці мають повністю чорне забарвлення, на спині між крилами у них малопомітна біла пляма. Самиці мають подібне забарвлення, однак на покривних перах крил. а також на горлі і грудях у них є білі плямки. Райдужки червонувато-карі.

## Поширення і екологія
Узлісні покривники мешкають на заході Колумбії (на південь від центрального Чоко) і на крайньому північному заході Еквадору (Есмеральдас). Вони живуть в підліску вологих рівнинних тропічних лісів, особливо на узліссях і невеликих галявинах. Зустрічаються парами, на висоті до 650 м над рівнем моря, переважно на висоті до 400 м над рівнем моря. На більшій висоті цей вид змінює західний покривник. Узлісні покривники живляться комахами та іншими безхребетними, яких шукають в підліску, серед повалених дерев, на висоті до 1 м над землею.